# Ice Age (Magic: The Gathering)
Ice Age is een uitbreidingsset van het TCG Magic: The Gathering. Het is de eerste en grootste set van de Ice Age Block.

## Details
Ice Age werd uitgebracht in juni 1995 en was de eerste uitbreidingsset die deel zou uitmaken van een block. Het was eveneens de eerste set die deel uitmaakt van een cycle, een verhaallijn die samenloopt met een block. Na Ice Age werd de set Homelands uitgebracht, en vervolgens Alliances. Totdat Coldsnap in 2006 uitkwam, werden deze drie sets beschouwd als zijnde een block. De verhaallijn achter de drie sets liep echter uiteen: Ice Age en Alliances waren samenhangend, Homelands viel daar buiten. Daarom besloot Wizards of the Coast tien jaar na datum om Coldsnap uit te brengen, en daarmee Ice Age en Alliances te vervolledigen tot een block en een cycle.
Ice Age bestaat uit 383 kaarten, verdeeld over 121 rares, 121 uncommons en 121 commons. De expansion code van de set luidt ICE, en het expansionsymbool is een sneeuwvlok. Het was de elfde set kaarten die Wizards of the Coast uitbracht voor Magic.
Het is de enige set tot zover die snow covered lands bevat: basislandkaarten waarvan de titel “snow covered (type basisland)” luidt, die bepaalde kaarten voordeel bieden als hun manakosten ermee betaald worden. Voor snow covered lands gelden dezelfde regels als basislandkaarten, en hebben dus geen limiet in voorkomen in een deck.
Inmiddels zijn er 2 andere sets die snow-covered lands bevatten, te weten Coldsnap en Modern Horizons.